# 吉村典男
吉村 典男（よしむら まれお、1944年9月10日 - ）は、岐阜県出身の元プロ野球選手（投手）。

## 来歴・人物
中津商業高校から日本大学へ進学し硬式野球部に入部。東都大学野球リーグでは、1年下のエース森内一忠とともに活躍し、1966年春季リーグで優勝。同年の全日本大学野球選手権でも決勝で近大を降し優勝。リーグ通算5勝8敗。大学同期に一塁手の倍賞明らがいる。
大学卒業後は、社会人野球のリッカーミシンへ入団。1968年の都市対抗では佐田康英をリリーフし活躍した。同年の明治維新百年記念明治神宮野球大会では全東京選抜の先発投手となり、全神奈川選抜を降す。下手投げの変則投手だが、スピードのあるシュート、カーブに定評があった。
1968年のプロ野球ドラフト会議で読売ジャイアンツから4位指名を受け入団。1969年の開幕3戦目でアトムズから初勝利をあげ、同年は5試合に登板するが、その後は登板機会がなく1972年に引退。フロント入りや他球団からの誘いもあったが、故郷に戻った。
後に家業（窯業原料の製造販売）を継ぎ、恵那郡山岡町の町議会議員を経て岐阜県恵那市で市議会議員を務めていた。

## 詳細情報

### 年度別投手成績
| 年 度     | 球 団     | 登 板 | 先 発 | 完 投 | 完 封 | 無 四 球 | 勝 利 | 敗 戦 | セ 丨 ブ | ホ 丨 ル ド | 勝 率 | 打 者 | 投 球 回 | 被 安 打 | 被 本 塁 打 | 与 四 球 | 敬 遠 | 与 死 球 | 奪 三 振 | 暴 投 | ボ 丨 ク | 失 点 | 自 責 点 | 防 御 率 | W H I P |
| --------- | --------- | ----- | ----- | ----- | ----- | -------- | ----- | ----- | -------- | ----------- | ----- | ----- | -------- | -------- | ----------- | -------- | ----- | -------- | -------- | ----- | -------- | ----- | -------- | -------- | ------- |
| 1969      | 巨人      | 5     | 0     | 0     | 0     | 0        | 1     | 0     | --       | --          | 1.000 | 53    | 12.1     | 13       | 3           | 2        | 0     | 0        | 7        | 0     | 0        | 8     | 7        | 5.25     | 1.22    |
| 通算：1年 | 通算：1年 | 5     | 0     | 0     | 0     | 0        | 1     | 0     | --       | --          | 1.000 | 53    | 12.1     | 13       | 3           | 2        | 0     | 0        | 7        | 0     | 0        | 8     | 7        | 5.25     | 1.22    |

### 記録
- 初登板・初勝利：1969年4月14日、対アトムズ3回戦（後楽園球場）、8回表に3番手で救援登板・完了、2回無失点

### 背番号
- 29 （1969年 - 1970年）
- 50 （1971年 - 1972年）